# Tromostovje
Tromostovje is de naam van de drie bruggen in het centrum van de Sloveense hoofdstad Ljubljana. De naam van dit project betekent 'Drie bruggen', naar analogie van de drie bruggen over de rivier de Ljubljanica. De Tromostovje werden in 1929 ontworpen door de bekende Sloveense architect Jože Plečnik, die ook op de rest van de stad zijn stempel heeft gedrukt. De brug is sinds 2021 onderdeel van de UNESCO Werelderfgoedinschrijving werken van Jože Plečnik in Ljubljana.

## Geschiedenis
Er wordt al melding gemaakt van een houten brug op dezelfde locatie in 1280, die herbouwd moest worden in 1657 na een brand. Deze werd in 1842 vervangen door een nieuwe brug, ontworpen door Giovanni Picco, een Italiaanse architect. De naam van die brug was Francev most (Frans' brug), ter ere van Frans Karel van Oostenrijk.
De stenen boogbrug is het centrale deel van de moderne brug. De brug werd uitgebreid naar de drievoudige brug naar het ontwerp uit 1929 door Jože Plečnik, die twee voetgangersbruggen aan beide zijden toevoegde, waardoor de brug wijder werd, en waardoor voorkomen werd dat de brug een knelpunt zou worden. De brug in de huidige vorm werd in 1932 opgeleverd.
Ten noorden van de drie bruggen ligt het Prešerenplein. De bruggen verbinden het plein met Stritarjeva ulica.